# Crotus Rubeanus
Johannes Crotus Rubeanus (eller Rubianus, ursprungligen Johann Jäger), född omkring 1480 i Dornheim i Thüringen, död efter 1539, var en tysk humanist.
Crotus Rubeanus var studiekamrat med Martin Luther och Ulrich von Hutten i Erfurt. Han blev 1510 föreståndare för klosterskolan i Fulda och tillbragte åren 1517-20 i Italien. Återkommen till hemlandet, slöt han sig till en början med iver till Luthers reformation, men stöttes sedermera tillbaka av pöbelupploppen och predikanternas trångsynthet, med den påföljd att han så småningom återfördes i romersk-katolska kyrkans sköte, utan att dock där känna sig väl till freds. Han angreps häftigt av lutheranerna, sedan han 1531 mottagit ett kanonikat i Halle. Crotus Rubeanus anses numera som huvudförfattaren till den ryktbara satiren Epistolæ obscurorum virorum.